# بوراگانگچوف
بوراگانگچوف (به لاتین: Boragangechuv) یک منطقهٔ مسکونی در روسیه است که در داغستان واقع شده‌است.